# ادی (خان‌پور)
ادی (خان‌پور) (به انگلیسی: Adi (Khanapur)) یک روستا در هند است که در کارناتاکا واقع شده‌است.